# Puccinia carthami
Puccinia carthami är en svampart som beskrevs av Corda 1840. Puccinia carthami ingår i släktet Puccinia och familjen Pucciniaceae.   Inga underarter finns listade i Catalogue of Life.